# Yvonne Guégan
Pour les articles homonymes, voir Guégan.
Yvonne Guégan, née Yvonne Louise Eugenie Léontine Gouts le 8 avril 1915 dans le 10e arrondissement de Paris et morte le 14 mars 2005 à Hérouville-Saint-Clair,, est une artiste peintre et sculptrice française.

## Biographie

### Enfance
Le père d'Yvonne Guégan, Léon Gouts, est mobilisé en juillet 1914 et meurt au front en août 1914.
Yvonne Guégan grandit à Paris, élevée par sa mère, Louise Gouts, mais aussi par son grand-père paternel, un naturaliste ayant rapporté de nombreux souvenirs de ses différents voyages, et sa grand-tante, modiste.
En 1920, Louise Gouts fait la connaissance de Paul Guégan, pharmacien à l'institut Pasteur et s'installe avec lui à Caen, où il achète une officine. En 1933, Paul Guégan adopte la fillette.
La petite fille dessine sans relâche, encouragée par ses parents. Elle fait la rencontre du sculpteur animalier et journaliste, Géo Lefèvre, qui l'encouragera à peindre.

### Adolescence
Après une scolarité sans heurt au lycée Pasteur de Caen, Yvonne Guégan intègre l'école nationale des Beaux-Arts de Paris en 1935. Elle assiste aux cours de Lucien Simon puis de Georges d'Espagnat, célèbre pour ses expérimentations picturales et son travail sur la couleur. Elle bénéficie de l'expérience de professeurs prestigieux et se laisse séduire par l'atmosphère créatrice du lieu. L'art contemporain n'est pas enseigné aux Beaux-Arts mais envahit la capitale. Matisse, Derain, Vlaminck sont autant de maîtres pour la jeune artiste.
Ces années parisiennes, sont également celle d'une prise de conscience politique d'Yvonne Guégan. Lorsqu'en 1936 Léon Blum nomme trois femmes au gouvernement, elle s'engage pour l'émancipation et le droit de vote des femmes.
En 1939, la guerre éclate et les parents d'Yvonne Guégan lui demandent de revenir près d'eux, à Caen. La jeune femme travaille à la pharmacie familiale. Elle peint sans conviction, inquiète du sort de son père mobilisé et anxieuse à l'idée d'être soumise au service du travail obligatoire. Georges d'Espagnat l'encourage à peindre malgré l'angoisse, ses amis lui écrivent régulièrement.
Le 6 juin 1944, les bombardements s'abattent sur la ville de Caen et la détruisent à 80 %. La famille Guégan perd son logement et sa pharmacie, Yvonne son atelier et ses œuvres. L'artiste peint l'horreur, les ruines et la destruction sur le vif.

### Maturité

#### Voyages

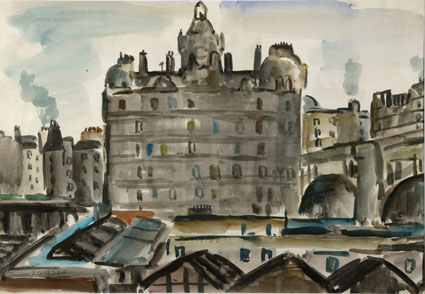
L'Écosse

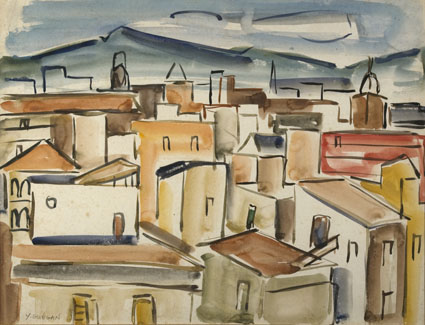
L'Espagne

À la fin de la guerre, la jeune femme rencontre le capitaine britannique Fred Mara, qui repart rapidement pour de nouvelles missions. Pour le retrouver, Yvonne Guégan se rend à plusieurs reprises en Angleterre, d'où elle ramènera plusieurs toiles.
Elle se rend également en Écosse, invitée par le colonel écossais Usher. Ce séjour est l'occasion pour elle de découvrir de nouveaux paysages et de faire connaître son travail. 
En août 1949, elle expose en Suède. Les paysages montagneux l'inspirent.
En 1951, elle est invitée en Espagne et y découvre une lumière nouvelle loin de la grisaille des pays du Nord. Elle y fait la connaissance du sculpteur Placido Fleitas auquel elle se lie très rapidement.
Cette grande série de voyages se poursuit en Italie, où Yvonne Guégan part sur les traces des grands maîtres, puis en Allemagne, en Suisse et en Autriche.

#### Enseignement
Yvonne Guégan tient également à partager son savoir et attire autour d'elle beaucoup  de jeunes artistes caennais, mais également des collectionneurs et des amateurs d'art, désireux d'entrevoir une modernité à peine perceptible dans la petite ville normande. Conférences, cours, réunions privées à son domicile, toutes les occasions sont bonnes pour présenter Matisse, Picasso ou encore Dufy.
Lorsque à la fin des années cinquante la vie culturelle reprend à Caen, l'artiste s'engage pour favoriser ce renouveau et devient une figure incontournable de la vie culturelle locale. Elle participe au développement de nombreux collectifs et associations d'artistes pour faciliter les expositions, les spectacles et manifestations artistiques de toutes sortes et militent pour la reconstruction du musée des beaux-arts de Caen, qui sera inauguré en 1971.
Yvonne Guégan meurt à Hérouville-Saint-Clair le 14 mars 2005. Sa résidence-atelier, au no 22 rue Géo-Lefèvre à Caen, peut être visitée. Elle est labellisée Maisons des Illustres

## Œuvres

### Peinture
La peinture est le premier support d'expression d'Yvonne Guégan. Les premiers tableaux de l'artiste sont d'inspiration fauviste, les œuvres réalisées à la veille du Débarquement sont plus proches de l'expressionnisme de Vlaminck.
Ses dernières œuvres sont plus dépouillées, parfois jusqu'à l'abstraction.

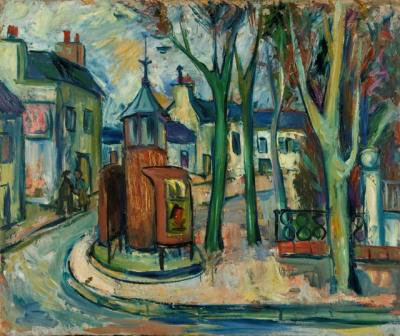
Période fauviste
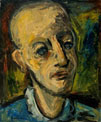
Période expressionniste

### Céramique
L'artiste découvre le modelage plus tard alors qu'elle donne des cours d'art plastique à une jeune élève handicapée. Désemparée devant cette jeune fille qui peint avec ses doigts, elle lui propose de s'essayer au modelage. Cette nouvelle discipline convient à l'élève et permet au professeur de découvrir un nouveau moyen d'expression.

### Œuvres monumentales
À partir de 1956, Yvonne Guégan révèle son talent à travers les œuvres monumentales. Elle réalise fresques peintes ou en céramique, vitraux, mobilier pour des établissements religieux ou civils. Inaugurée en 1960, l'église Saint-Pierre de Fontaine-le-Pin porte la signature de l'artiste qui a réalisé ses vitraux, une peinture murale, ainsi que le baptistère. Son œuvre la plus célèbre est le monument La Flamme en hommage aux membres du commando Kieffer tombés lors du débarquement en Normandie, une immense sculpture d'aluminium symbolisant une proue de navire et une flamme dressée sur la plage de Ouistreham.

Monument La Flamme
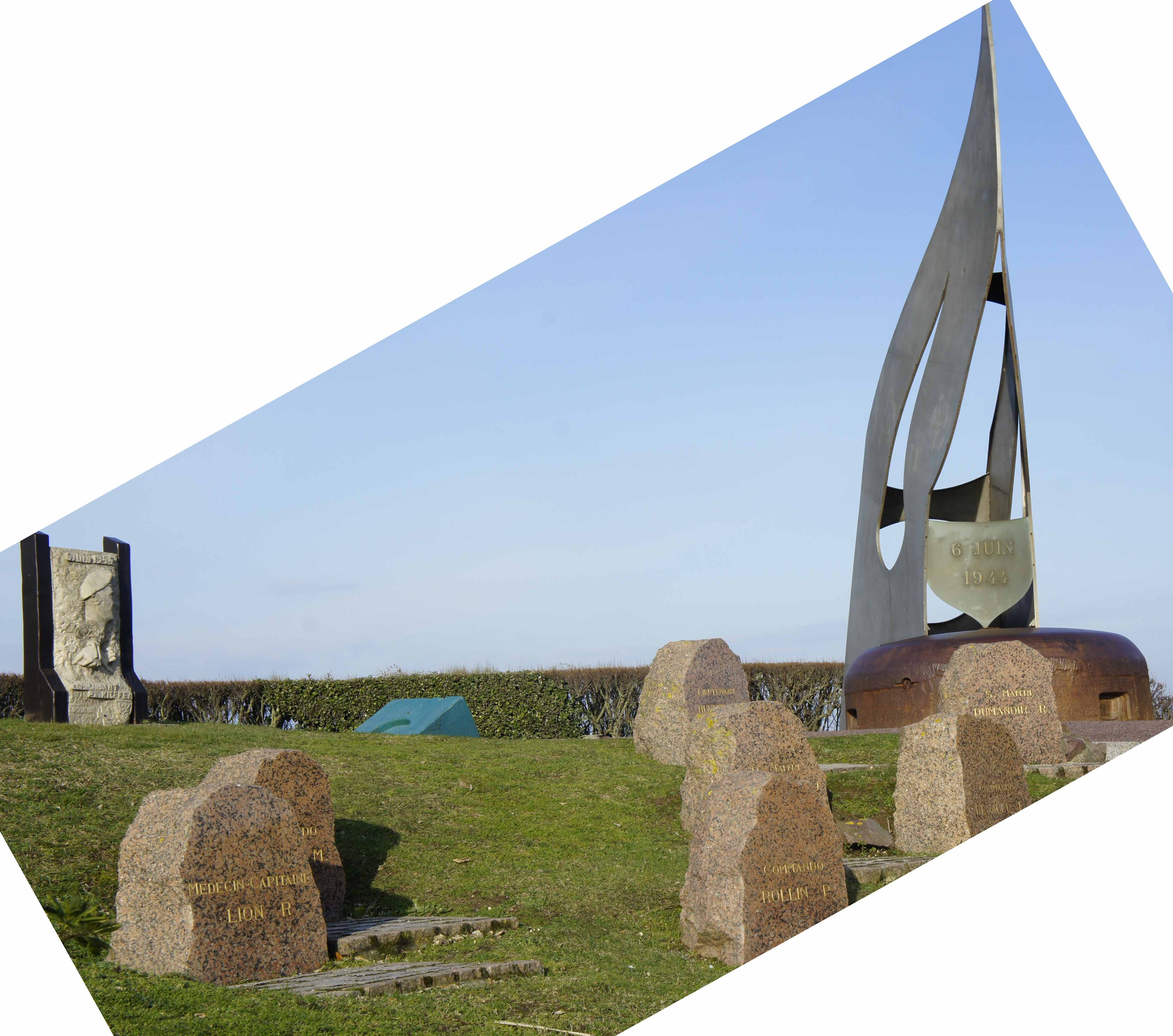
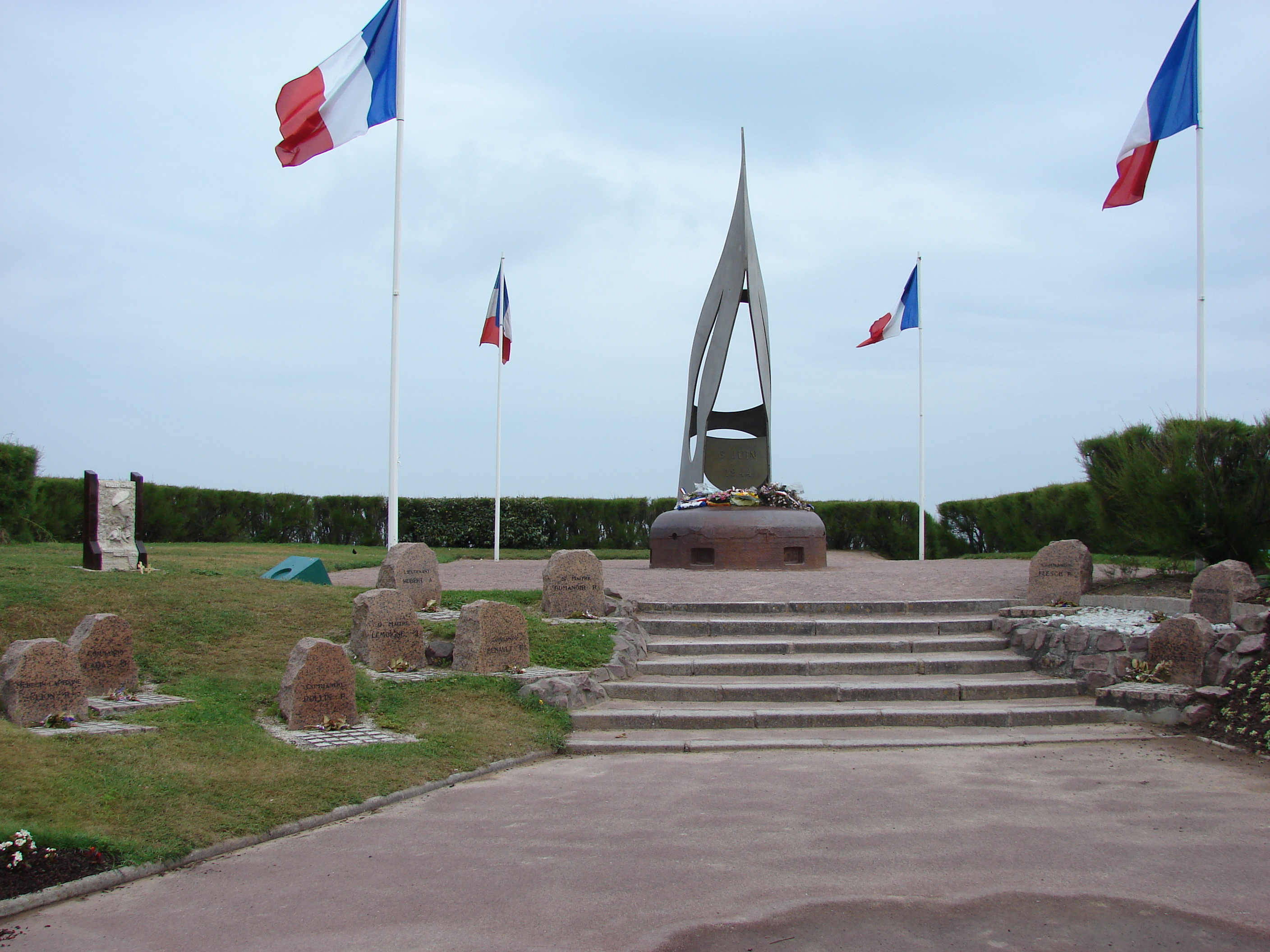
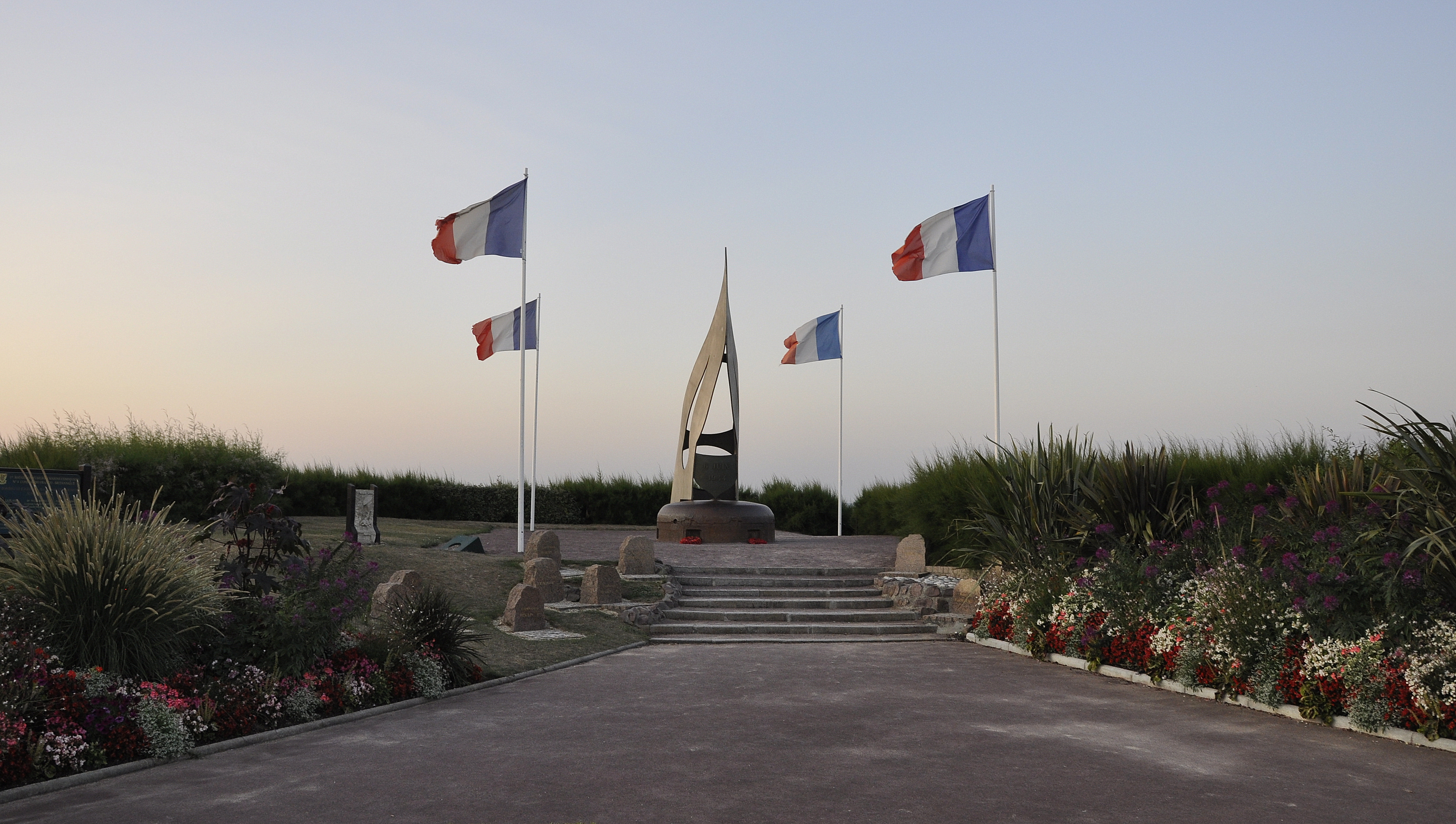

Des fresques d'Yvonne Guegan ont été peintes dans la bibliothèque universitaire de l'Université de Caen (actuel campus 1 de Caen) en 1957.